# 星之卡比 夢之泉物語
《星之卡比 夢之泉物語》是由HAL研究所製作、任天堂發行在紅白機的平台類遊戲，1993年3月23日在日本地區發行，北美版發售於1993年5月1日，歐洲版發售於1993年12月1日，星之卡比系列第二作。2002年10月25日發售重製版《星之卡比 夢之泉DX》。

## 登場主要敵人

### Level 1
風語大樹（ウィスピーウッズ/Whispy Woods）
Level 1的頭目身分，風語之森的守護者。以樹上的蘋果、蟲、一些怪物做攻擊，被打敗後會流下眼淚。

### Level 2
畫畫滾輪（ペイントローラー/Paint Roller）
Level 2的頭目身分。

### Level 3
太陽先生&月亮先生（Mr.シャイン&Mr.ブライト/Mr. Shine & Mr. Bright）
Level 3的頭目身分。

### Level 4
獨眼雲（クラッコ/Kracko）
Level 4的頭目身分，一隻眼睛，周圍生滿尖刺的雲。可以發射光束、閃電、丟出小怪攻擊。
於本作先行以未成形的形態登場（中間的眼睛僅四朵小雲圍繞）名為「獨眼雲二世(クラッコJr.)」、但未直接進行戰鬥而以破壞平台的方式逼迫卡比向上跳、而到最頂端後則以完全型態進行對決。

### Level 5
重裝鑽土機（ヘビーモール/Heavy Mole）
Level 5的頭目身分。

### Level 6
魅塔騎士（メタナイト/Meta Knight）
Level 6的頭目身分，是一個劍術大師。戴著面具、有蝙蝠翅膀、身體藍色、藍色披風、擁有一把劍、擁有一支軍隊(魅塔騎士團)、還擁有戰艦哈爾巴德(戦艦ハルバード)等。雖然看上去非常像壞人，但性格不壞，非常注重騎士形象和精神，經常在高峰出現，在和卡比對決時會給他一把劍。(偶而會有例外) 手中擁有一把金黃色的寶劍伽拉西亞（Galaxia）。
魅塔騎士的劍特徵：劍柄嵌有紅色珠子、顏色是金色、劍部分有利刃。
本作首次登場的魅塔騎士，身體最初設定是黑色，後續作品改為藍色。

### Level 7
帝帝帝大王（デデデ大王/King Dedede）
Level 7的頭目身分，噗噗噗之國的國王，常發脾氣，經常和卡比作對，有好多次扮演壞人，但本性其實不壞。
跟卡比一樣能吸東西、有飛行的能力，但不會變身，經常使用槌子來攻擊敵人。

### Level 8
夢魘能量球（ナイトメア/Nightmare Power-Orb）
本作的最終頭目。打算利用夢之泉入侵大家的夢中令大家做惡夢，結果帝帝帝大王不讓夢魔得逞拿走了「星之杖」將它分成碎片各交給手下保管。直到卡比打敗帝帝帝大王後收齊所有的星之杖的碎片而恢復，帝帝帝大王不斷阻止卡比而沒辦法，卡比將星之杖插回夢之泉讓夢魘跑出來了，卡比或帝帝帝大王不讓夢魘逃走，帝帝帝大王用吸東西能力把卡比吸進去而噴出來追夢魘。
第1形態是以彩色球體的形態，因為是夢魘之卵，稱為「夢魘-天體力量(ナイトメアーズパワーオーブ)/Nightmare's Power Orb」。
夢魘巫師（ナイトメアウィザード/Nightmare）
本作的最終頭目。以巫師的形態在月球上與卡比進行對決。

## 外部連結
- Wii Virtual Console （页面存档备份，存于）（日語）
- Wii U Virtual Console （页面存档备份，存于）（日語）
- 3Dクラシックス 星のカービィ 夢の泉の物語 （页面存档备份，存于）（日語）